# Starboy (album)
Starboy este al treilea album al cântărețului canadian Abel Tesfaye. A fost lansat pe 25 noiembrie 2016 prin XO și Republic Records. Prezintă apariții în invitați de la Daft Punk, Lana Del Rey, Kendrick Lamar și Future. În calitate de producători executivi ai albumului, Abel și Doc McKinney au înrolat o varietate de producători precum Diplo, Cashmere Cat, Metro Boomin, Frank Dukes și Labrinth.
Starboy a fost susținut de șapte single-uri, inclusiv numărul unu al Billboard Hot 100 din SUA „Starboy” și „Die for You” (care a ocupat primul loc în top în urma unui remix cu Ariana Grande) și single-ul din topul cinci „ I Feel It Coming”. A primit recenzii în general favorabile de la critici și a debutat pe primul loc în Billboard 200 din SUA cu 348.000 de unități echivalent-album (dintre care 209.000 au fost vânzări pure), devenind al doilea album consecutiv numărul unu al lui Abel. De asemenea, a debutat pe primul loc în Billboard's Canadian Albums Chart. Starboy a câștigat cel mai bun album urban contemporan la cea de-a 60-a ediție anuală a premiilor Grammy în 2018, marcând a doua victorie a lui Abel la acea categorie. Din aprilie 2022, albumul este certificat de patru ori platină de către Asociația Industriei Înregistrărilor din America (RIAA). În 2023, Abel a lansat o versiune de lux care conține trei versiuni suplimentare remixate anterior: „Starboy” (Remix Kygo), „Die For You” (cu Ariana Grande) și „Reminder” (cu ASAP Rocky și Young Thug).

## Background
După succesul comercial al albumului său precedent Beauty Behind the Madness (2015), Abel a făcut aluzie la lansarea celui de-al treilea album de studio pe 12 martie 2016, printr-o postare pe Instagram numindu-l următorul „capitol” al muzicii sale. Pe 15 iulie, vicepreședintele executiv al Republic Records, Wendy Goldstein, a confirmat în timpul unui interviu cu Billboard că Abel va colabora cu duo-ul francez Daft Punk. Pe 7 septembrie, Abel a dezvăluit în timpul unui interviu cu VMan că albumul era în producție și a fost influențat de Prince, The Smiths, Talking Heads și Bad Brains. Mai târziu, el a dezvăluit tema generală a albumului și influențele suplimentare în timpul propriului său interviu cu Billboard:
Vibe-ul a lui Starboy vine din acea cultură hip-hop a lăudăroșiei din Wu-Tang și 50 Cent, genul de muzică pe care l-am ascultat când eram copil. Lăudarea sună bine. Eram adolescent când l-am văzut pe Scarface și, deși a fost incredibil, e cam cool Tony Montana ar putea supraviețui tuturor acestor împușcături și să nu le simtă.
Abel și-a anunțat oficial al treilea album de studio pe 21 septembrie, împărtășind titlul și data lansării din 25 noiembrie. Coperta albumului a fost fotografiată și proiectată de Nabil Elderkin, iar broșura sa pe CD conține unsprezece portrete ale lui Abel. împușcat de Elderkin. Într-un interviu pentru Variety în 2020, Abel a spus că imaginile încrucișate de pe album simbolizează renașterea.

## Compoziție
În primul rând un album R&B și pop Starboy încorporează elemente de new wave, disco, dance-punk, electro-rock, electropop, electro-dance, 2-step și disco-house. Temele lirice includ extravaganța celebrităților, lauda, romantismul și materialismul.

## Melodii
Standard edition
1. Starboy (feat. Daft Punk) - Melodie
2. Party Monster - Melodie
3. Reminder - Melodie
4. Rockin - Melodie
5. Secrets - Melodie
6. True Colors - Melodie
7. Stargirl Interlude (feat. Lana Del Rey) - Interludiu
8. Sidewalks (feat. Kendrick Lamar) - Melodie
9. Six Feet Under - Melodie
10. Love to Lay - Melodie
11. A Lonely Night - Melodie
12. Attention - Melodie
13. Ordinary Life - Melodie
14. Nothing Without You - Melodie
15. All I Know (feat. Future) - Melodie
16. Die For You - Melodie
17. I Feel It Coming (feat. Daft Punk) - Melodie

Deluxe edition
1. Die For You (feat. Ariana Grande)
2. Starboy (Kygo Remix)
3. Reminder (Young Thug și ASAP Rocky Remix)